# Urbiztondo
Urbiztondo is een gemeente in de Filipijnse provincie Pangasinan op het eiland Luzon. Bij de laatste census in 2007 had de gemeente ruim 43 duizend inwoners.

## Geografie

### Bestuurlijke indeling
Urbiztondo is onderverdeeld in de volgende 21 barangays:
| - Angatel - Balangay - Batangcaoa - Baug - Bayaoas - Bituag - Camambugan - Dalangiring - Duplac - Galarin - Gueteb | - Malaca - Malayo - Malibong - Pasibi East - Pasibi West - Pisuac - Poblacion - Real - Salavante - Sawat |

## Demografie
Urbiztondo had bij de census van 2007 een inwoneraantal van 43.430 mensen. Dit zijn 3.341 mensen (8,3%) meer dan bij de vorige census van 2000. De gemiddelde jaarlijkse groei komt daarmee uit op 1,11%, hetgeen lager is dan het landelijk jaarlijks gemiddelde over deze periode (2,04%).